# Дом Михляева
Дом Михляева — одно из старейших каменных зданий Казани. Примыкает к Петропавловскому собору. Названо по владельцу купца Ивана Афанасьевича Михляева (Микляева). Адрес: ул. Мусы Джалиля, д. 19 (во дворе).

## История
В конце XVII — середине XVIII века палаты купца Микляева (Михляева) были самым представительным жилым зданием Казани. Согласно городской легенде, в 1722 году именно в нём останавливался российский император Пётр I, где отметил свой 50-летний юбилей.
В 1728 году здание перешло И. А. Дряблову. С 1774 года находилось в собственности города и было занято казёнными заведения и арендаторами, размещавших в палатах производства. В 1895 году в палатах планировалось открыть городской музей.
В настоящее время здание находится на балансе ГБУ "Центр культурного наследия Татарстана". Сильно обветшалое здание реставрируется. Уже завершены противоаварийные работы, и теперь объект готов к реставрации. 

## Архитектура здания

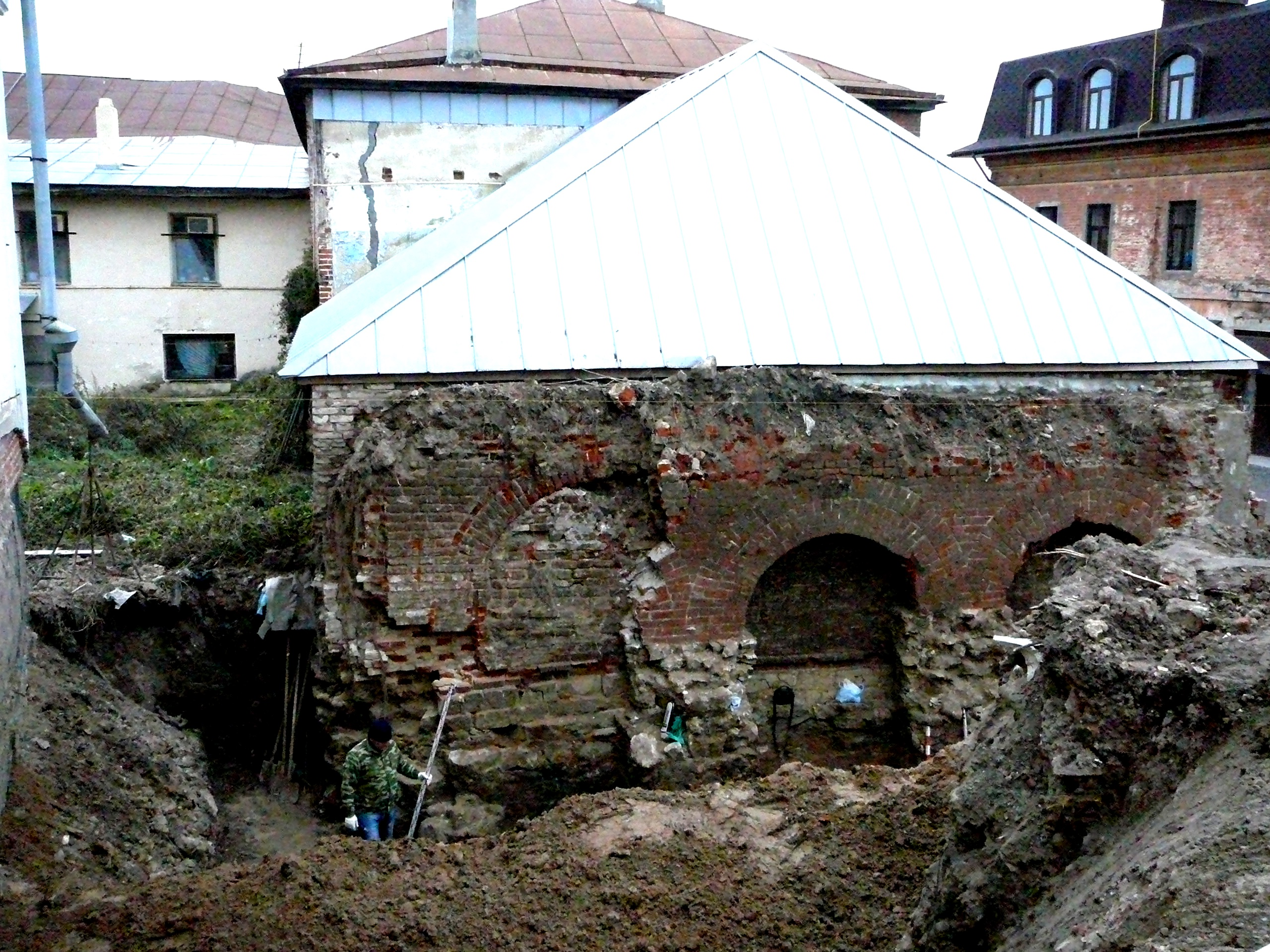
Бывшая домовая церковь Косьмы и Дамиана (2013 год)

Нижний каменный этаж палат появился, вероятно, в кон. XVII — нач. XVIII в. Этот этаж с массивными стенами и небольшими оконцами выполнял хозяйственные функциями и являлся подклетом верхнего, жилого этажа, который, вероятно, первоначально был деревянным.
Второй этаж палат в своем современном виде появился, вероятно, уже после приезда Петра I — карнизы и пышное оформление наличников окон близки оформлению соседнего Петропавловского собора, сооружение которого датируется 1723-26 гг.
Первоначально в центре главного (юго-западного) фасада располагалось парадное крыльцо-всход на второй этаж, место расположения которого отмечают три окна, имеющих оформление в духе барокко сер.- 2-й пол. XVIII в. Разборку крыльца можно связать с переходом здания в собственность города (1774 г.).
По своему оформлению здание близко к кругу памятников московского барокко, представляя собой один из лучших региональных его образцов.
Вместе с соседним Петропавловским собором палаты составляют один из лучших в России городских ансамблей в этом стиле.

## Галерея

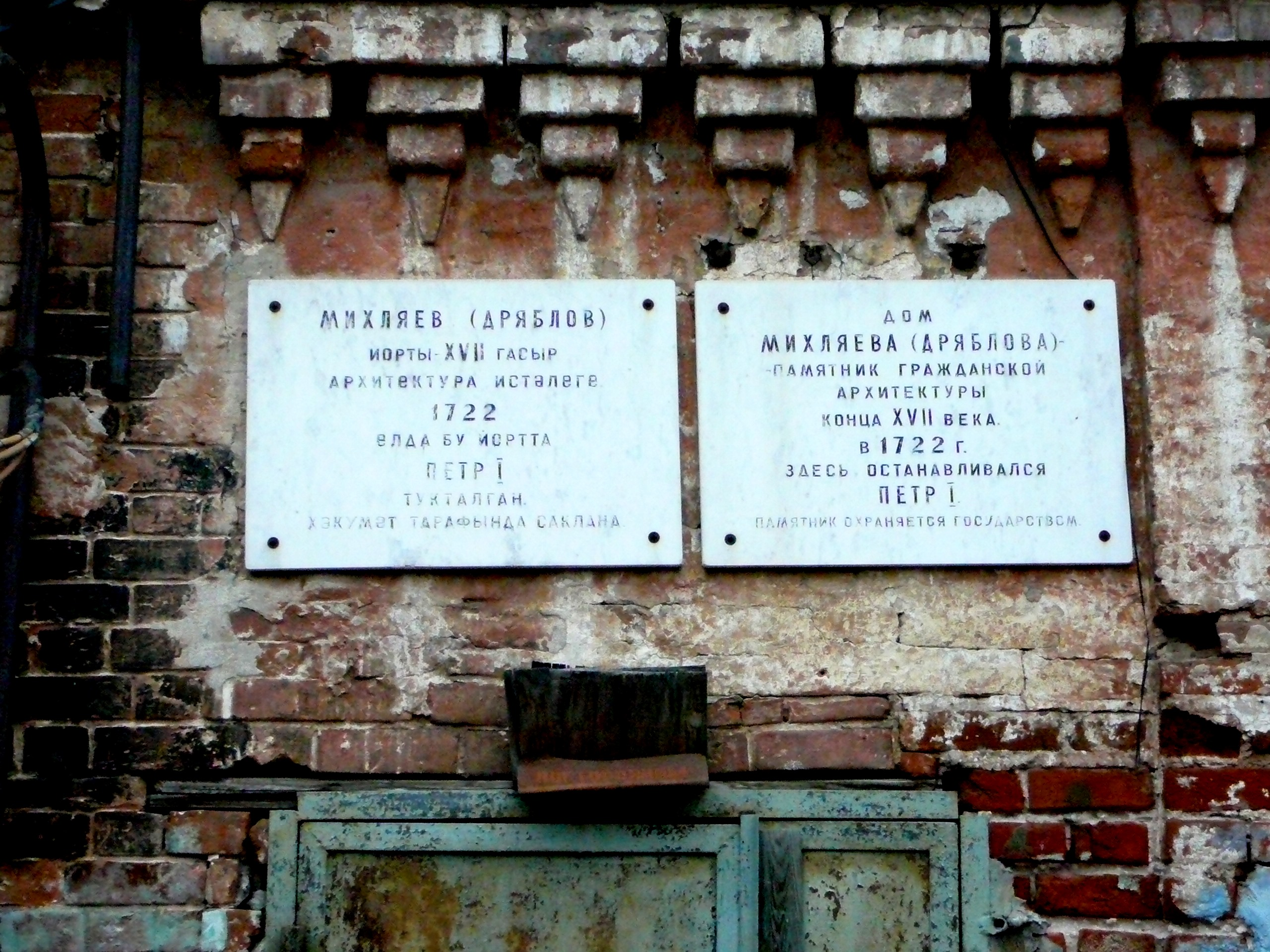
Памятные доски на Доме Михляева (Дряблова)
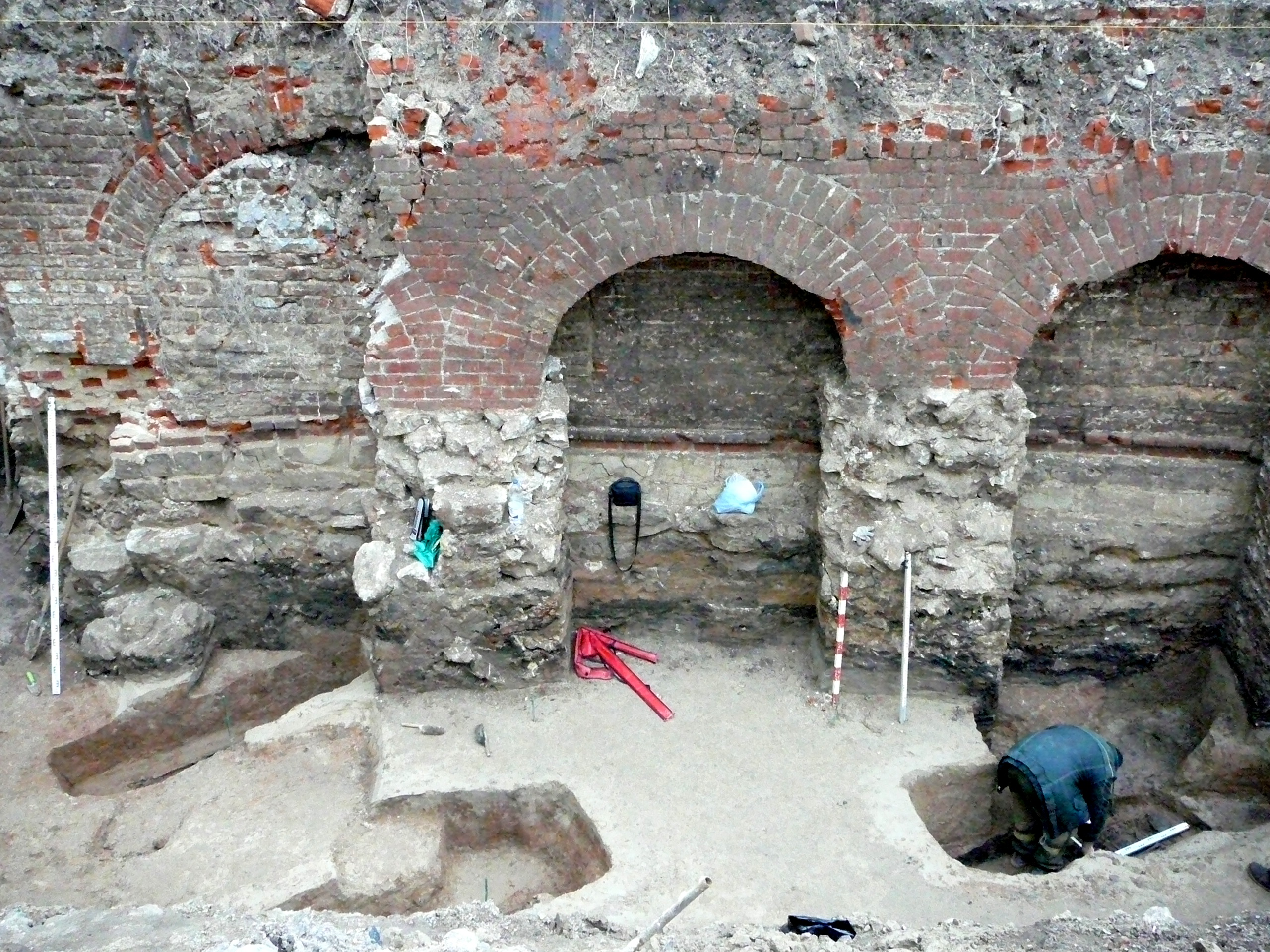
Остатки захоронений около домовой церкви Косьмы и Дамиана
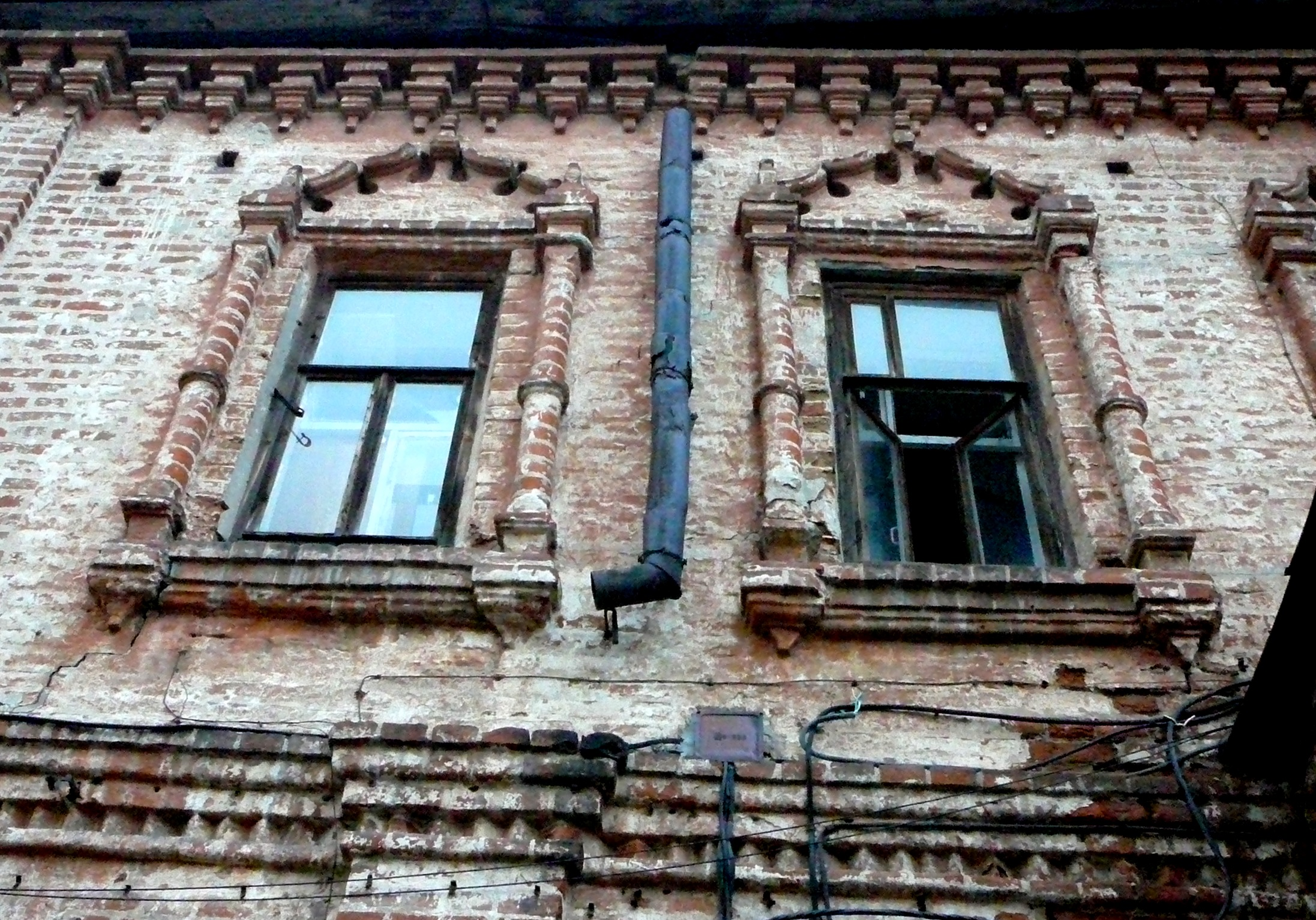
Окна Дома Михляева (Дряблова)